# La Malmaison (Cannes)
Pour les articles homonymes, voir La Malmaison et Malmaison.
La Malmaison est une villa de Cannes construite sur la Croisette en 1863 sur les plans de l'architecte Marius Blond pour abriter l'annexe du Grand Hôtel, puis, agrandie à l'initiative du grand duc Michel de Russie en 1901, le Cercle des golfeurs. Acquise par la municipalité en 1970, elle accueille les activités du centre d'art contemporain de la ville.

## Historique
La villa est construite sur l'emplacement de l'ancienne maison Daver sur la Croisette en 1863 sur les plans du grassois Marius Blond, architecte du Grand Hôtel pour abriter l'annexe de l'établissement cannois érigé la même année.
En 1901, elle est agrandie à l'initiative du grand duc Michel de Russie et devient le Cercle des golfeurs, club-house des membres du Golf Club Old Course de Cannes - Mandelieu, remédiant ainsi à l'éloignement du country-club de La Napoule,. 
Des salons, boudoirs et fumoirs, une salle de billard, une salle de lecture, une salle à manger, un salon de thé, dix-huit chambres avec chauffage central, électricité et téléphone y sont installés, des galas de bienfaisance y sont organisés, de la musique est donnée sous le kiosque. La villa est, avec le Grand Hôtel et le Cercle nautique, le centre d'attraction des hivernants.
En 1935 le salon de thé est géré par le boxeur Georges Carpentier, . Dès 1945 des expositions s'y tiennent, organisées par la Fondation Maeght et la ville de Cannes. La villa est successivement la propriété de Lord Crawford qui en fait don à la ville le 12 février 1970.
La Malmaison accueille dès lors les activités culturelles puis spécifiquement les expositions du centre d'art contemporain de Cannes.

## Architecture
La villa est construite dans l'angle sud-est du jardin de l'ancien Grand Hôtel. Elle est à l'origine entourée d'un jardin séparé, planté de Washingtonia robusta, creusé pour l'installation du parking de l'hôtel Marriott et recréé à sa surface. 
Elle est constituée, dans un style éclectique à tendance baroque, sur un plan tripartite et une volumétrie dissymétriques et composites, d'un sous-sol, d'un rez-de-chaussée et de trois étages. 
Le rez-de-chaussée est surélevé et traversant avec deux entrées, au nord et au sud. Un escalier accède au porche de l'entrée nord tandis qu'un perron précède l'entrée sud. Un entablement dont la frise est décorée d'une guirlande sculptée couronne la travée en avant-corps de l'entrée sud. Des colonnes surmontées de chapiteaux doriques ou ioniques soutiennent les loggias du deuxième étage. 
L'étude du patrimoine balnéaire de Cannes permet de savoir que le sous-sol abrite une cuisine et tous les services d'une maison. Le perron sud ouvre sur un boudoir décoré de gypserie rococo. Le hall central, plafonné à chaque étage à l'anglaise, est entouré des pièces de réception. Aux premier et deuxième étages, huit chambres communicantes sont complétées par une salle de bain et un cabinet de toilette. Le troisième étage est occupé par les chambres des domestiques.

## Centre d'art contemporain

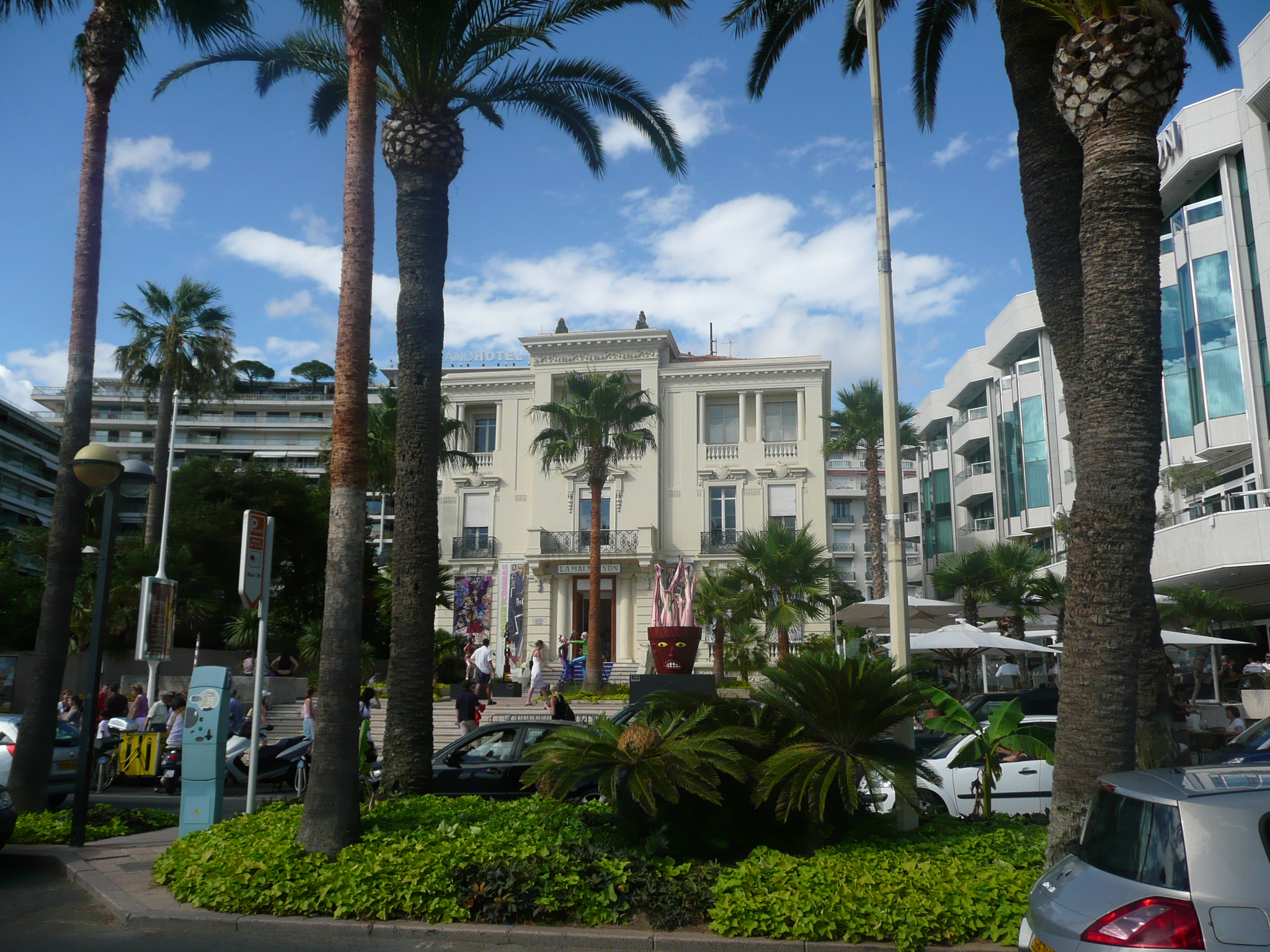
Le centre d'art contemporain de La Malmaison en 2007.

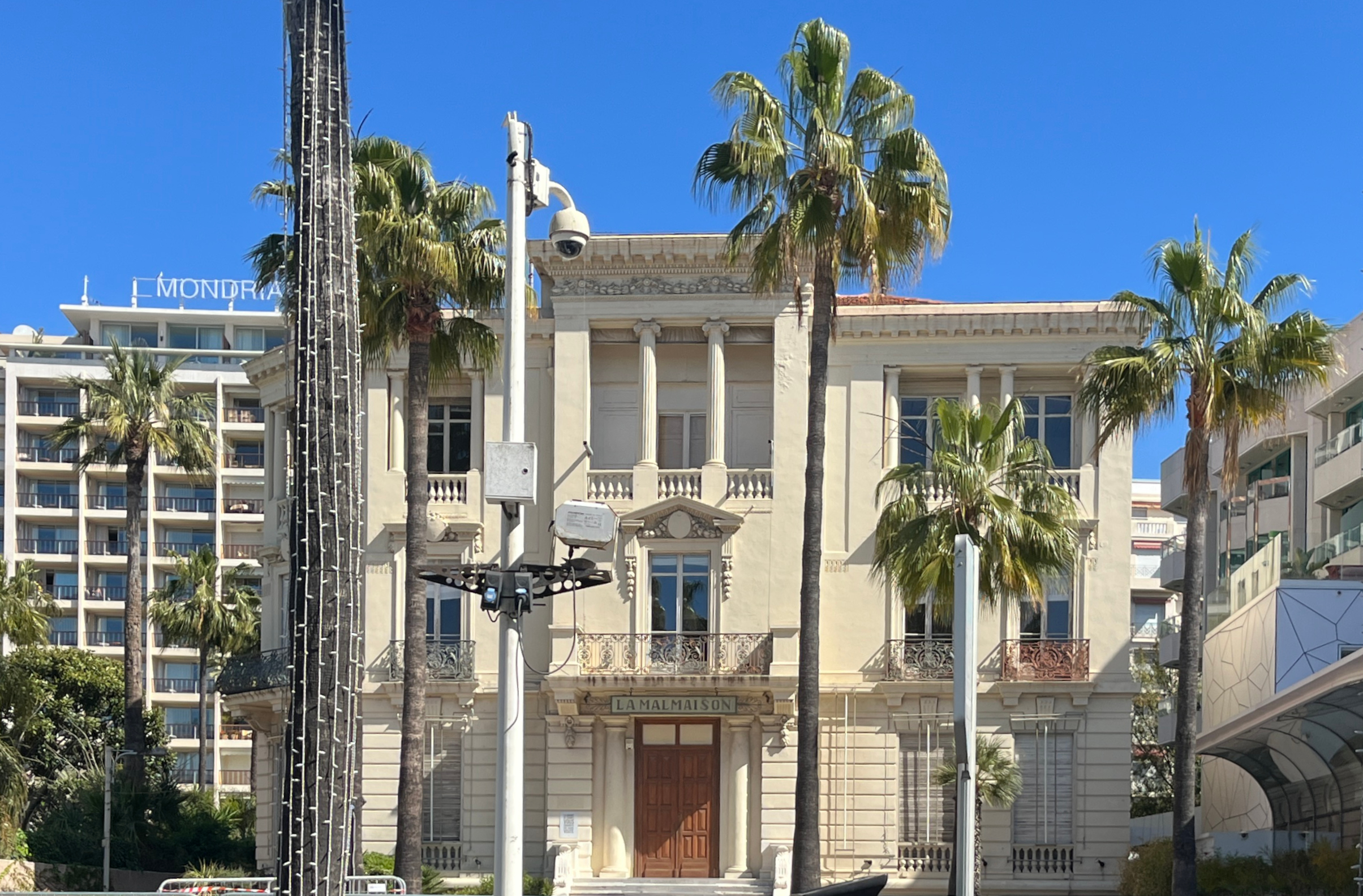
La Malmaison en avril 2023.

### Organisation
Le centre d'art contemporain est fermé en 2023 et 2024 pour des travaux de restauration.

### Expositions
La Malmaison organise des expositions monographiques d'artistes des XXe et XXIe siècles et met à l'honneur trois fois par an des peintres de renom comme Henri Matisse ou Pablo Picasso.

## Protection du patrimoine
La Malmaison s'insère, avec le Grand Hôtel, dans l'ensemble du front de mer dit boulevard de la Croisette inscrit à l'inventaire général du patrimoine culturel au titre du recensement du patrimoine balnéaire de Cannes.